# Золота хлопавка
«Золота хлопавка» (італ. Ciak d'oro) — італійська кінопремія, яку щорічно з 1986 року присуджує кінематографічний часопис «Хлопавка» (італ. Ciak).
«Золота хлопавка» — єдина нагорода італійського кіно, яку присуджують за результатами голосування читачів журналу в категоріях «Найкращий фільм», «Найкращий режисер», «Найкращий актор другого плану», «Найкраща акторка» та «Найкращий іноземний фільм». Переможці для технічних категорій та за найкращий дебют визначаються журі кінокритиків та журналістів, що спеціалізуються на матеріалах про кіно.